# Oursi (département)
Cet article concerne le département et la commune rurale. Pour le village chef-lieu, voir Oursi.
Oursi  est un département du Burkina Faso située dans la province de Oudalan et dans la région du Sahel.
En 2006, le dernier recensement comptabilise 16 093 habitants

## Villages
- Bangonadji
- Boullel
- Débéré
- Dialafanka
- Gonadaouri
- Gountouré
- Hondokiré
- Kollel
- Oursi, chef-lieu[2]
- Petelgaoudi
- Soukoundou
- Tayaret
- Thematan
- Timbolo
- Tin-Ediar
- Tinhatane
- Torom
- Totori
- Tounté
- Tringuel
- Yomboli